# 托尼·布詹
安東尼·彼得·「托尼」·博贊（英語：Antony Peter "Tony" Buzan，1942年6月2日—2019年4月13日），又譯東尼·巴贊或托尼·布詹或东尼·博赞，英国作家、教育顾问，是思维导图的发明者。他著有《思维导图》、《开动大脑》等开发脑力潜能的书籍，並首度提倡“腦力認知”這個名詞。對於人類的記憶過程和系統有相當多的著作成書。亦常被簡稱為大腦先生。

## 生平
托尼·博贊在英國倫敦出生，於1964年在英屬哥倫比亞大學取得雙學位。

## 思维导图
托尼·博贊1970年代在英國提出心智圖。心智圖是一種使用左右腦思考的擴散性思考方法，也可說是一種把概念圖像化的思考方法。心智圖能快速激發靈感，有助提升人們的創意思考能力。
- 左腦
  - 管理：數理、語言、邏輯、分析
  - 思考次序：分析>行動>感覺
- 右腦
  - 管理：韻律、想像、色彩、空間
  - 思考次序：感覺>行動>分析

## 著作
1970年代，托尼·博赞為BBC拍攝過多輯有關開發腦力的節目，並把這些節目的內容綜合成為以下五本書：
- Use Your Memory,
- Master Your Memory,
- Use Your Head,
- The Speed Reading Book, 及
- The Mind Map Book.

作為一個普及心理學作家，托尼·博贊的著作主要都和腦的運作有關，包括以下各個題目：
- 天才商數（Genius Quotient，GQ）
- 記憶
- 創造力
- 速讀法

托尼·博贊也是“记忆联合会”、“世界记忆锦标赛”和“世界快速阅读锦标赛”的创始人，“腦基金會”的總裁。